# Jon Kempin
Jon Kempin (Leawood, 8 aprile 1993) è un ex calciatore statunitense, di ruolo portiere.

## Palmarès

### Club

#### Competizioni nazionali
- Lamar Hunt U.S. Open Cup: 2

Sporting K.C.: 2012, 2015